# Nostra Signora della Guardia (Tortona)

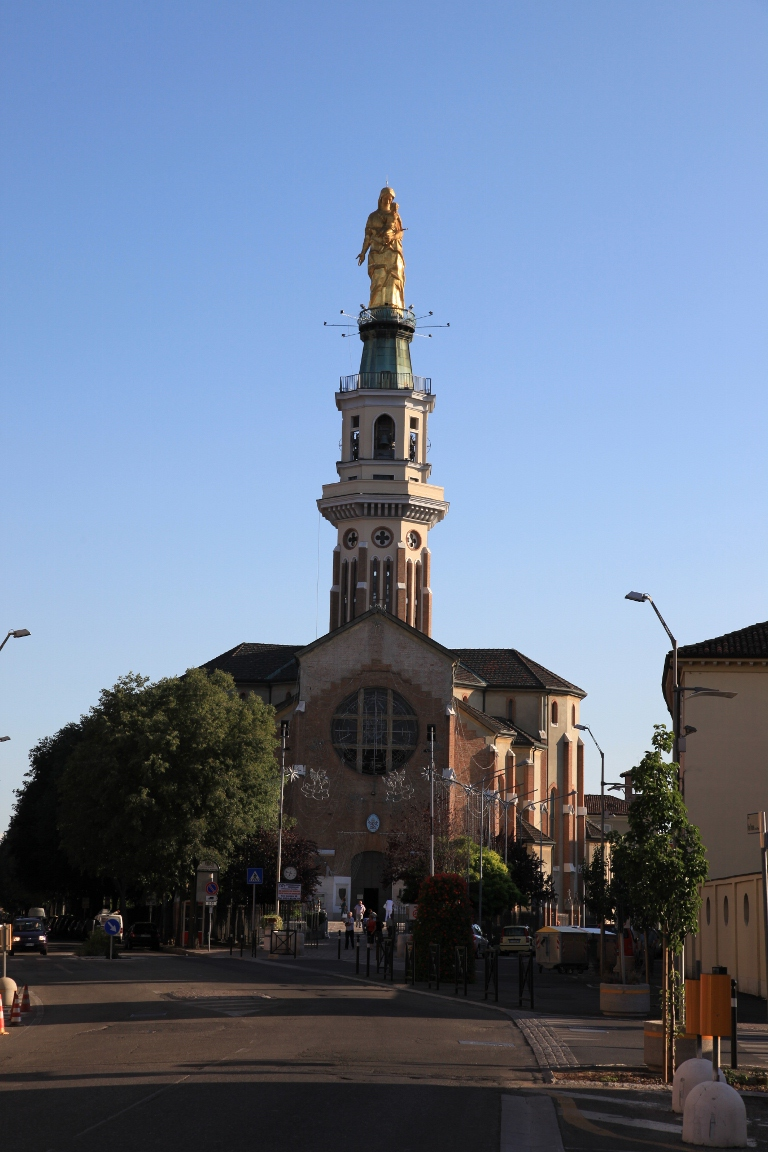
Madonna della Guardia

Das Santuario di Nostra Signora della Guardia ist eine römisch-katholische Kirche in Tortona in der Provinz Alessandria der italienischen Region Piemont. Die Pfarr- und Wallfahrtskirche des Bistums Tortona hat den Rang einer Basilica minor. Die Kirche wurde im 20. Jahrhundert von Luigi Orione errichtet.

## Geschichte

### Ursprünge der Kirche der Jungfrau der Gnaden
Das Heiligtum befindet sich an der Stelle, an der bereits im Jahr 1000 die Kirche der Heiligen Jungfrau der Gnaden stand, die von den Benediktinern und später von den Franziskanern geleitet wurde. Im Jahr 1418 predigte Bernhardin von Siena hier, nach dem das Dorf benannt wurde. Nach 1500 verfiel die Kirche, die nun Madonna di San Bernardino hieß. 1585 wurde an der Stelle der ursprünglichen Kirche eine Säule oder ein Tabernakel mit vier Seitenwänden errichtet. Im Jahr 1607 begann der Bischof von Tortona Umberto Gambara auf Druck der Bevölkerung mit dem Bau eines größeren Heiligtums mit dem Grundriss eines griechischen Kreuzes um die Säule. Er ließ die Kuppel erhöhen, die Kirche ausmalen, einen Säulengang und einen von Steinsäulen umgebenen Platz vor der Kirche für die Pilger bauen. Im Jahr 1662 wurden die Franziskaner von den Augustinern abgelöst, bis sie 1802 von Napoleon vertrieben wurden. Das sakrale Gebäude wurde in ein privates Gebäude umgewandelt, wie es auch heute noch ist: ein Teil blieb jedoch als Kirche erhalten, in der die Menschen weiterhin die Madonna verehrten.

### Heutige Kirche
Luigi Orione eröffnete 1893 sein erstes Internat für Jungen in San Bernardino. Während des Ersten Weltkrieges kam es in der Mangelwirtschaft von 1917 zu Tumulten der Bevölkerung, die sich auch gegen die Kirche richteten. Der weiter hoch angesehene Orione versuchte zu vermitteln. Er legte 1918 ein Gelübde ab, ein großes Heiligtum für die Gottesmutter zu errichten, wenn die Soldaten des Bezirks heil zurückkehren würden.
Am 23. Oktober 1926 segnete Kardinal Carlo Perosi aus Tortona den Grundstein des neuen Heiligtums, das von dem Architekten des Heiligen Stuhls Spirito Maria Chiappetta entworfen wurde. Im April 1928 begannen die Arbeiten; am 28. August 1931, am 1500. Jahrestag des Konzils von Ephesus, wurde die Kirche von Bischof Simon Pietro Grassi eingeweiht. Der Kirchturm wurde an der Chorseite 1954–1958 nach Plänen des Turiner Architekten Gallo errichtet.
Am Abend des 28. August 1958 war Kardinal Angelo Giuseppe Roncalli, der genau zwei Monate später zum Papst mit dem Namen Johannes XXIII. gewählt werden sollte, zusammen mit dem Metropoliten von Genua, Giuseppe Siri, bei der Segnung der großen Statue auf dem Vorplatz des Heiligtums anwesend.
Das Heiligtum wurde am 24. August 1991 von Luigi Bongianino, Bischof von Tortona, feierlich geweiht.
Am 1. Oktober 1991 wurde das Heiligtum von Papst Johannes Paul II. in den Rang einer Basilika minor erhoben.

## Beschreibung
Die Kirche hat einen kreuzförmigen Grundriss. Das zentrale Gewölbe der Vierung ruht auf 12 Säulen, um sie herum sowie seitlich des Langhauses werden dadurch Gänge gebildet, die fast die Höhe des Mittelschiffs haben. Die Kirche misst 47 mal 34 Meter breit und ist 22 Meter hoch.
Das Heiligtum beherbergt im rechten Querhaus das Grab des hl. Luigi Orione. Der Leichnam des Heiligen wird in einem Schrein mit Glaswänden aufbewahrt und ist somit für die Gläubigen sichtbar. In der Krypta hingegen kann man das erste Grab von Don Orione besichtigen, wo auch seine ersten Nachfolger beigesetzt wurden. In der Basilika ist der Kreuzweg von Antonio Ciseri zu erwähnen. Auf dem Kreuzweg in der Krypta, der sich einst in der oberen Basilika befand, zeigt das Gesicht von Simon von Cyrene in der fünften Station das Bildnis von Don Orione. 
An der Spitze des 60 Meter hohe Turmes steht eine vergoldete Bronzestatue der Madonna, die das Jesuskind in ihren Armen hält. Sie wurde von dem Bildhauer Narciso Cassino geschaffen und ist mit einer Höhe von 14 Metern und einem Gewicht von 12 Tonnen die größte Bronzestatue der Welt, die sich auf einem Gebäude befindet. Sie wurde aus dem Kupfer von zerbrochenen Töpfen hergestellt, die in der Diözese Tortona als Rohmaterial gesammelt wurden, nachdem Don Orione eine Predigtmission für die Errichtung des Denkmals gestartet hatte. Der Turm kann bis zum Balkon am Fuß der Statue besichtigt werden; um nach oben zu gelangen, muss man über 300 Stufen steigen oder zwei Aufzüge benutzen.